# Rait (Mineral)
Rait ist ein sehr selten vorkommendes Mineral aus der Mineralklasse der „Silikate und Germanate“ mit der chemischen Zusammensetzung Na3Mn3Ti0,25[OH|Si4O10]2·10H2O wobei die Ergebnisse der wenigen Analysen leicht differieren. Strukturell gehört Rait zu den Schichtsilikaten.
Rait kristallisiert im monoklinen Kristallsystem und entwickelt radialstrahlige Mineral-Aggregate aus nadelförmigen, bis etwa zwei Millimeter langen Kristallen. Das Mineral ist durchscheinend und von goldgelber oder rötlichbrauner bis rotvioletter Farbe mit einem glasähnlichen Glanz auf den Oberflächen. Die Strichfarbe ist gelbweiß, die Dichte beträgt 2,32 bis 2,39 g/cm3 und die Mohshärte ist 3.

## Etymologie und Geschichte
Entdeckt wurde Rait zusammen mit Zorit im sogenannten „Jubiläumspegmatit“ (russisch: Юбилейная, auch Yubileinaya, Yubileinoye, Jubilejnaja oder Jubileinaja), einem Alkalipegmatit am Berg Karnassurt im Lowosero-Tundra auf der Halbinsel Kola in der nordwestrussischen Oblast Murmansk. Die Analyse und Erstbeschreibung erfolgte durch A. N. Merkow, I. W. Wussen, Je. A. Goiko, Je. A. Kultschizkaja, Ju. P. Menschikow und A. P. Nedoresowa (russisch: А. Н. Мерьков, И. В. Вуссен, Е. А. Гойко, Е. А. Кульчицкая, Ю. П. Меньшиков и А. П. Недорезова), die das Mineral nach dem Schilfboot „Ra“ zu Ehren der internationalen Gruppe von Wissenschaftlern, die unter der Leitung von Thor Heyerdahl auf der „Ra“ den Atlantik überquerten.
Das Mineralogenteam reichte seine Analyseergebnisse und den gewählten 1972 zur Prüfung bei der International Mineralogical Association ein (interne Eingangs-Nr. der IMA: 1972-010), die den Rait als eigenständige Mineralart anerkannte. Die Publikation der Erstbeschreibung folgte noch im gleichen Jahr im russischen Fachmagazin Записки Всесоюзного Минералогического Общества [Sapiski Wsessojusnogo Mineralogitscheskogo Obschtschestwa], ebenso wie die Bestätigung der Anerkennung unter dem Titel New Mineral Names englischsprachigen Fachmagazin American Mineralogist.
Typmaterial des Minerals wird im Geologischen Institut der Russischen Akademie der Wissenschaften Kola (GIKB) in Apatity unter den Sammlungs-Nr. 3206 und 3271, im Mineralogisches Museum, benannt nach A. J. Fersman (FMM) in Moskau unter der Sammlungs-Nr. 74489 sowie an der Staatlichen Universität Sankt Petersburg (Sammlungs-Nr. 19047) und im Mineralogischen Museum (Sammlungs-Nr. 1060/1-4) in Sankt Petersburg aufbewahrt.

## Klassifikation
In der veralteten 8. Auflage der Mineralsystematik nach Strunz ist Rait noch nicht verzeichnet. Einzig im Lapis-Mineralienverzeichnis nach Stefan Weiß, das sich aus Rücksicht auf private Sammler und institutionelle Sammlungen noch an dieser alten Form der Systematik von Karl Hugo Strunz orientiert, erhielt das Mineral die System- und Mineral-Nr. VIII/F.24-30. In der „Lapis-Systematik“ entspricht dies der Klasse der „Silikate und Germanate“ und dort der Abteilung „Ketten- und Bandsilikate“, wobei in den Gruppen VIII/F.24 bis VIII/F.26 Minerale mit aus Viererketten [Si4O12]8− bestehenden Strukturen einsortiert sind. Rait bildet hier zusammen mit Balangeroit, Gageit, Leukophan und Magbasit eine eigenständige, aber unbenannte Gruppe (Stand 2018).
Die seit 2001 gültige und von der IMA zuletzt 2009 aktualisierte 9. Auflage der Strunz’schen Mineralsystematik ordnet den Rait dagegen in die Abteilung der „Schichtsilikate (Phyllosilikate)“ ein. Diese ist zudem weiter unterteilt nach Struktur der Schichten, so dass das Mineral entsprechend seinem Aufbau in der Unterabteilung „Einfache tetraedrische Netze aus 6-gliedrigen Ringen, verbunden über oktaedrische Netze oder Bänder“ zu finden ist, wo es als einziges Mitglied die unbenannte Gruppe 9.EE.55 bildet.
Auch die vorwiegend im englischen Sprachraum gebräuchliche Systematik der Minerale nach Dana ordnet den Rait in die Klasse der „Silikate und Germanate“, dort jedoch in die Abteilung „Unklassifizierte Silikatminerale“ ein. Hier ist er als einziges Mitglied in der unbenannten Gruppe 78.05.08 innerhalb der Unterabteilung „Unklassifizierte Silikate: mögliche Schichtsilikate“ zu finden.

## Kristallstruktur
Rait kristallisiert im monoklinen Kristallsystem in der Raumgruppe C2/m (Raumgruppen-Nr. 12) mit den Gitterparametern a = 15,1 Å, b = 17,6 Å, c = 5,29 Å und β = 100,5° sowie zwei Formeleinheiten pro Elementarzelle.

## Eigenschaften
Das Mineral ist unlöslich in Wasser und zersetzt sich in verdünnter Salzsäure und Salpetersäure zu skelettartigen Silicarückständen.

## Bildung und Fundorte

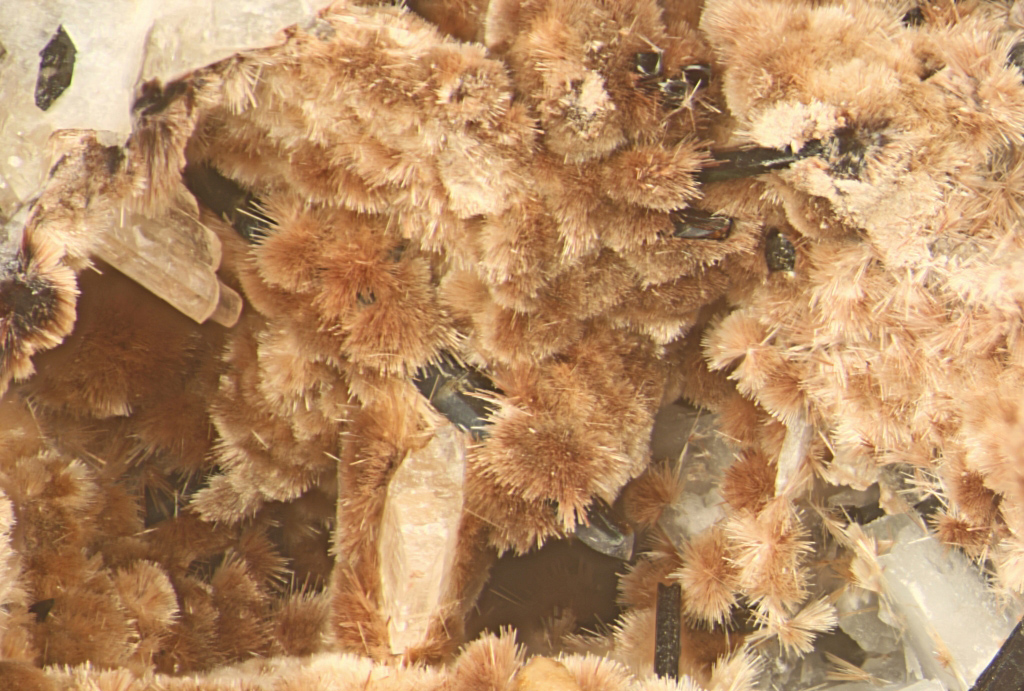
Rait (gelb, nadelige Kugeln), Serandit (weiße Prismen) und Aegirin (schwarze Prismen) vom Mont Saint-Hilaire, Québec, Kanada (Bildgröße: 7,0 × 4,6 mm)

An seiner Typlokalität im „Jubiläumspegmatit“ auf der russischen Halbinsel Kola bildete sich Rait an Wänden von Brüchen und Hohlräumen der alkalireichen Pegmatite, die mit Nephelin gefüllt waren. Als Begleitminerale fanden sich Aegirin, Mountainit, Natrolith und das an dieser Stelle ebenfalls erstmals entdeckte Mineral Zorit.
Weltweit sind von dem sehr selten vorkommenden Mineral nur wenige Fundorte dokumentiert. Außer an seiner Typlokalität fand sich das Mineral in Russland bisher nur noch im „Nastrophitovyi“-Pegmatit der Umbozero Mine am ebenfalls zum Lowosero-Tundra-Massiv gehörenden Berg Alluaiw.
Im Steinbruch „Carrière Poudrette“ am Mont Saint-Hilaire in der kanadischen Provinz Québec trat Rait außer mit den bereits genannten Begleitern noch in Paragenese mit Albit, Analcim, Ankylit, Epididymit, Eudialyt, Nenadkevichit, Serandit und Sodalith auf.
Weitere bisher bekannte Fundorte sind die polymetallische Skarn-Lagerstätte Baiyinnuo nahe Chifeng im Autonomen Gebiet Innere Mongolei der Volksrepublik China, der Steinbruch Demix-Varennes nahe Varennes und Saint-Amable in der kanadischen Provinz Québec, eine Skarn-Lagerstätte nahe der Bergbausiedlung Băița (Bihor) sowie die Grube Paulus bei Ocna de Fier (deutsch Eisenstein) in Rumänien sowie alte Schürfen in der Gemeinde Hodruša-Hámre (auch Hodritsch) in der Mittelslowakei (Stand 2021).